# Кокопелі

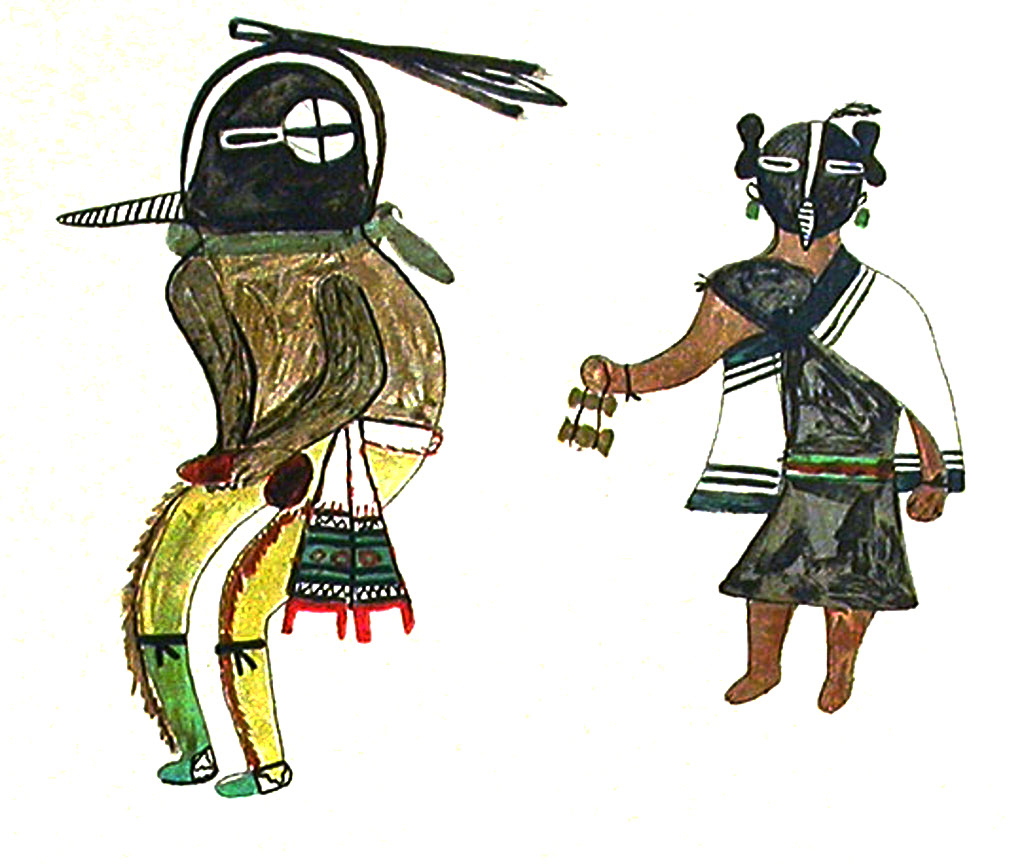
Кокопеллі та Кокопеллі Мана, зображені Хопі

Кокопеллі — божество плодючості, зазвичай зображуються як горбата фігура з флейтою часто з пір'ям або антенно-подібними виступами на його голові, який шанувався деяким корінними американськими культурами на південному заході США. Як і більшість божеств родючості, Кокопеллі — покровитель народження дітей і сільського господарства. Він також виступає як трикстер.

## Міфи
Серед хопі Кокопеллі, як лелека у нашій культурі, носить на спині дітей і роздає їх жінкам; з цієї причини молоді дівчата часто бояться його. Він часто бере участь у ритуалах, що стосуються шлюбу, а самого Кокопеллі іноді зображують із супутницею, жінкою, яку хопі називають Кокопельмімі. Кокопеллі можна побачити на повний і спадаючий місяць, у формі «людини» або «кролика» на Місяці
Кокопеллі також покровитель розмноження диких тварин, і з цієї причини його часто зображують із тваринами, такими як барани та олені. Інші звичайні істоти, пов'язані з ним, включають сонячних тварин, таких як змії, або водолюбних тварин, таких як ящірки та комахи.
У своїй сфері сільського господарства гра на флейті Кокопеллі проганяє зиму і приносить весну. Багато племен, наприклад, зуні, також пов'язують Кокопеллі з дощами. Він часто з'являється з Пайятаму, іншим флейтистом, на зображеннях церемоній подрібнення кукурудзи. Деякі племена кажуть, що він несе насіння і немовлят на спині.
В останні роки емаскульована (тобто неітифалічна) версія Кокопеллі була прийнята як більш широкий символ Південно-Західної частини США в цілому. Його зображення прикрашає незліченну кількість предметів, таких як футболки, шапки, брелоки та декор для патіо. Велосипедна стежка між Гранд -Джанкшн, штат Колорадо, та Моабом, штат Юта, тепер відома як Стежка Кокопеллі.

## Витоки та розвиток

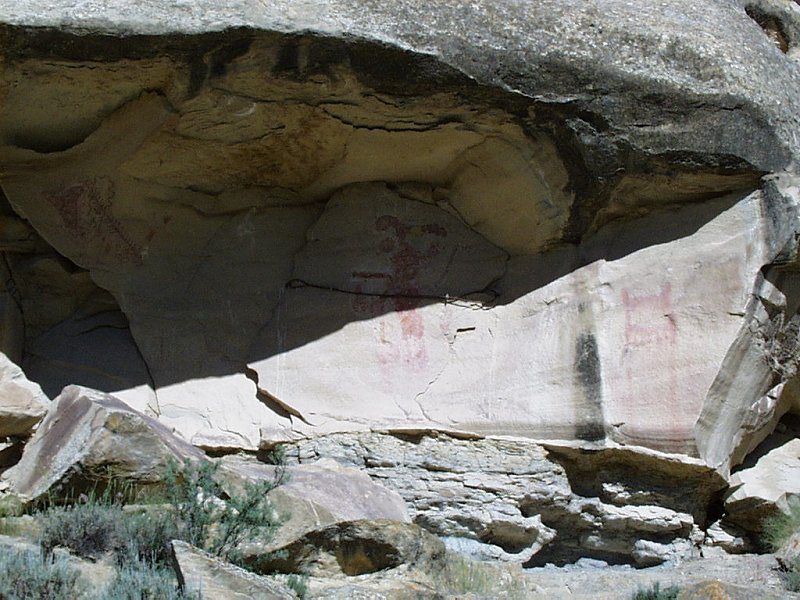
Піктограма Кокопеллі «Каньйон Пінтадо», бл. 850—1100 рр. н. е., Округ Ріо-Бланко, Колорадо

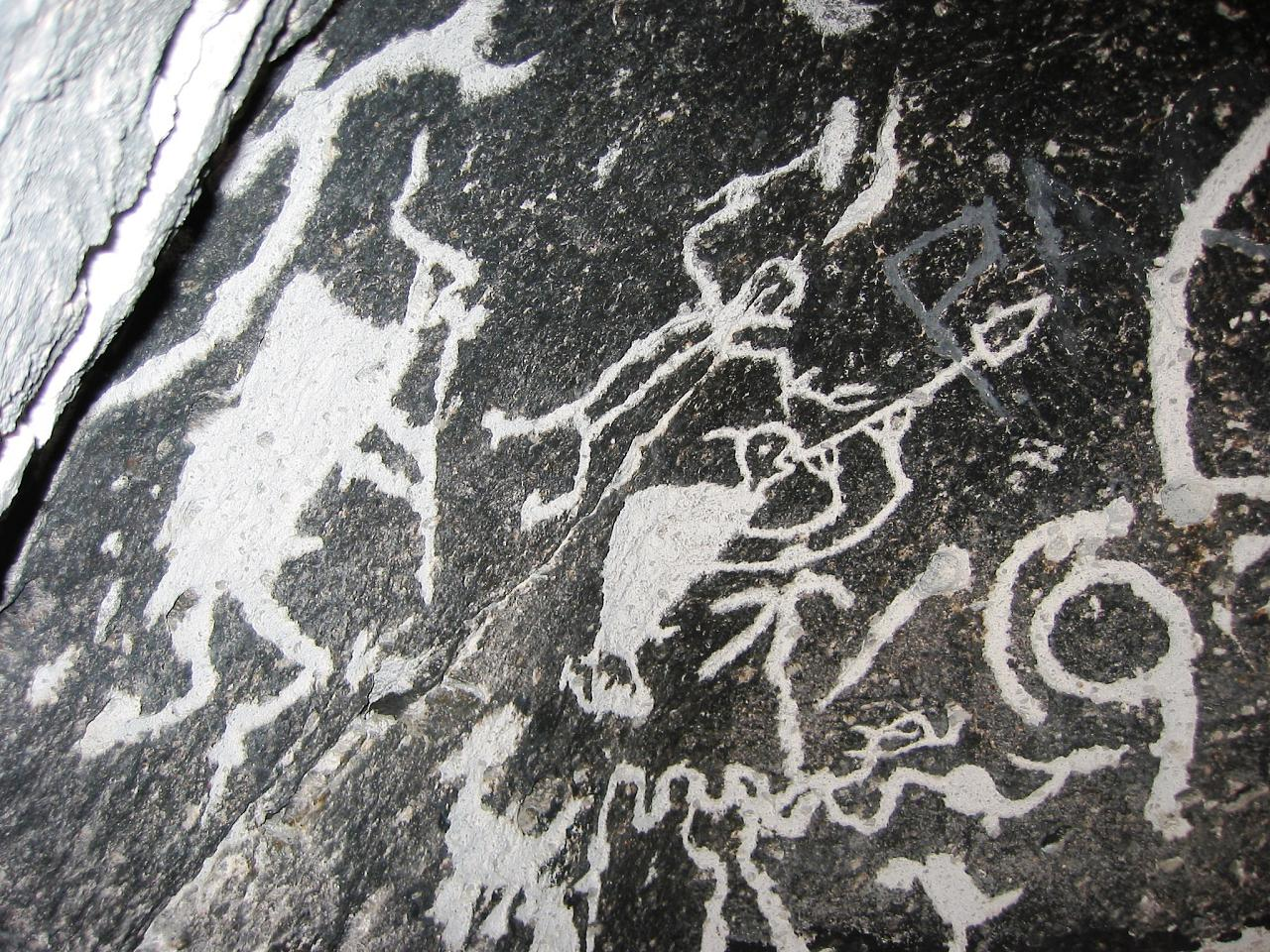
Петрогліф Кокопеллі в «стилі Ріо-Гранде» 1300 року нашої ери; знято в печері Мортендад поблизу Лос-Аламоса, Північна Америка

Кокопеллі шанували принаймні з часів народів хохокам, Юман та анасазі. Перші відомі його зображення з'являються на хохокамській кераміці, датованої десь між 750 і 850 роками нашої ери.
Кокопеллі, можливо, спочатку був представництвом ацтекських торговців, відомих як почтеки, які, можливо, подорожували цим регіоном з північної Мезоамерики. Ці торговці привозили свої товари у мішках, перекинутих на спину, і цей мішок, можливо, переріс у знайомий горб Кокопеллі; деякі племена вважають Кокопеллі торговцем. Можливо, ці люди також використовували флейти, щоб повідомити про дружні наміри, коли наближалися до поселення. Однак це походження все ще викликає сумніви, оскільки перші відомі зображення Кокопеллі напередодні великої ери торгівліна кілька сотень років, а також імперії ацтеків та її почтек.
Багато хто вважає, що Кокопеллі був не просто торговцем, а, що ще важливіше, важливим транспортером інформації та дрібничок здалеку. Кокопеллі володів даром мов, зі своїм грандіозним репертуаром навичок розповіді на мові тіла, що доповнювало його численні таланти. Часто у супроводі учня у своїх подорожах та торгівлі Кокопеллі мав важливе значення для поєднання далеких та різноманітних спільнот. У південноамериканських Андах персонаж «Екеко» діяв приблизно так само. Після прибуття стукіт виробів, що звисали про нього, сигналізував усім про те, що наближається ніч розваг та торгівлі його товарами та оберегами.
Навіть сьогодні іноді сторонні відвідувачі можуть називатися або згадуватися як «Кокопеллі», коли вони приносять новини, історії та дрібнички із зовнішнього світу, щоб поділитися ними з маленькими пуебло або селами. 

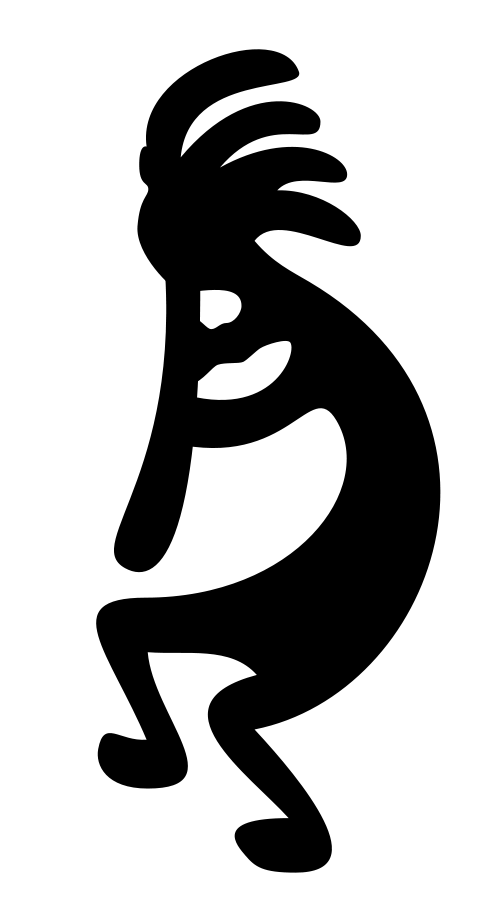
Сучасна, комерційна фігура Кокопеллі

Інша теорія полягає в тому, що Кокопеллі насправді є антропоморфною комахою. Багато з найдавніших зображень Кокопеллі роблять його зовні дуже схожим на комах. Назва «Кокопеллі» може бути поєднанням «Коко», іншого божества Хопі та Зуні та «пеллі», хопі та зуні, що означає муха-розбійник пустелі, комаха з хоботком і округлою спиною, яка також відома своєю плодовитістю. Найновіша етимологія полягає в тому, що Кокопеллі означає буквально «горбата качина».
Кокопеллі — одна з найбільш легко впізнаваних фігур, знайдених на петрогліфах та піктограмах Південного Заходу. Найдавніший відомий петрогліф фігури датується приблизно 1000 роком нашої ери. Іспанські місіонери в цьому районі переконали майстрів хопі, як правило, не малювати фаллос у фігурі. Як і більшість качина, хопі Кокопеллі часто уявляли як танцюючу людину. Кокопеллі — скульптура з бавовни, яку часто вирізають сьогодні.
Подібну горбату фігуру можна знайти на артефактах місісіпійської культури на південному сході США. Приблизно в період з 1200 по 1400 рік нашої ери були виготовлені посудина у формі горбатої жінки. Ці форми можуть зображати героїню або предка-засновника, а також можуть відображати концепції, пов'язані з життєдайними благами води та родючості.
Схожу фігуру зустрічають у петрогліфах Карибського басейну, проте там її пояснюють як учасника церемонії когоба — ритуального вживання психотропного наркотика Anadenanthera peregrina.